# Derogenes infirmis
Derogenes infirmis är en plattmaskart. Derogenes infirmis ingår i släktet Derogenes och familjen Hemiuridae. Inga underarter finns listade i Catalogue of Life.